# Louis Oeyen
Louis Oeyen (Olmen, 22 januari 1931 - Geel, 17 januari 2007) was een Belgisch politicus.

## Levensloop
Beroepshalve was Oeyen handelaar in kolen en meststoffen.
Hij werd burgemeester van Olmen in 1965 en bleef in functie tot aan de gemeentefusie van 1977 met Balen. Hij was de laatste burgemeester van de voormalige gemeente. Na de fusie werd hij gemeenteraadslid en schepen. 
Oeyen was kopman van Gemeentebelangen, in Vlaanderen destijds een veel gebruikte partijnaam, zonder bestaande nationale partijstructuur.
Hij overleed in het A.Z. Sint-Dimpna te Geel. De uitvaartplechtigheid vond plaats in de Sint-Willibrorduskerk te Olmen.